# 29 avril 1912
Le lundi 29 avril 1912 est le 120e jour de l'année 1912.

## Naissances
- Raoul Lesueur (mort le 19 août 1981), coureur cycliste français
- Ferris Webster (mort le 4 février 1989), monteur américain
- Richard Carlson (mort le 21 novembre 1977), acteur, réalisateur et scénariste américain
- Glecia Bear (morte en septembre 1998), raconteuse de contes Cris et écrivaine pour enfants
- Pierre Brandel (mort le 23 mai 2003), peintre français

## Décès
- Jules Bonnot (né le 14 octobre 1876), meneur de ce que la presse appela la « bande à Bonnot »
- Subh-i Azal (né en 1831), poète, écrivain, chef religieux iranien
- Jean Dubois (né le 13 février 1870), anarchiste français membre de la bande à Bonnot

## Autres événements
- Sortie américaine du film The Lesser Evil
- Sortie américaine du film The Lure of the Picture
- Record du monde de natation messieurs du 100 mètres dos en 1 min 15 s 6 par Otto Fahr
- Record de température de 42 °C mesurée aux Philippines